# III. Manuél trapezunti császár
III. Manuél (1363. december 16. – 1417. március 5.), görögül: Μανουήλ Γ΄ Μέγας Κομνηνός, grúzul: მანუელ III, ტრაპიზონის იმპერიის იმპერატორი, latinul: Manuel III, imperator Trapezuntinus, trapezunti császár. A Komnénosz-házból származott. IV. Alexiosz trapezunti császár édesapja, Crispo Florencia naxoszi hercegnő dédapja és I. Katalin ciprusi királynő ükapja, valamint I. Iszmáíl perzsa sah szépapja.

## Élete
Apja III. (Komnénosz) Alexiosz trapezunti császár  édesanyja Kantakuzénosz Teodóra.
A bizánci–grúz házassági kapcsolatok hosszú időre nyúlnak vissza, hiszen a szomszédság mellett az is döntő tényező volt ebben, hogy a Grúz Királyság is a bizánci rítusú ortodox kereszténységet követte. 1204-ben pedig, mikor Konstantinápolyt a IV. keresztes hadjáratban a nyugatiak elfoglalták, a Bizánci Birodalom több részre hullott szét, és I. Tamar grúz királynő támogatásával megalakult a grúz vazallus bizánci utódállam, a Trapezunti Császárság. Ezután Grúzia mongol meghódításáig Trapezunt Grúzia fiókállama volt, de később is megmaradtak a jó kapcsolatok köztük, és ezt sok esetben házasságokkal is megpecsételték. 

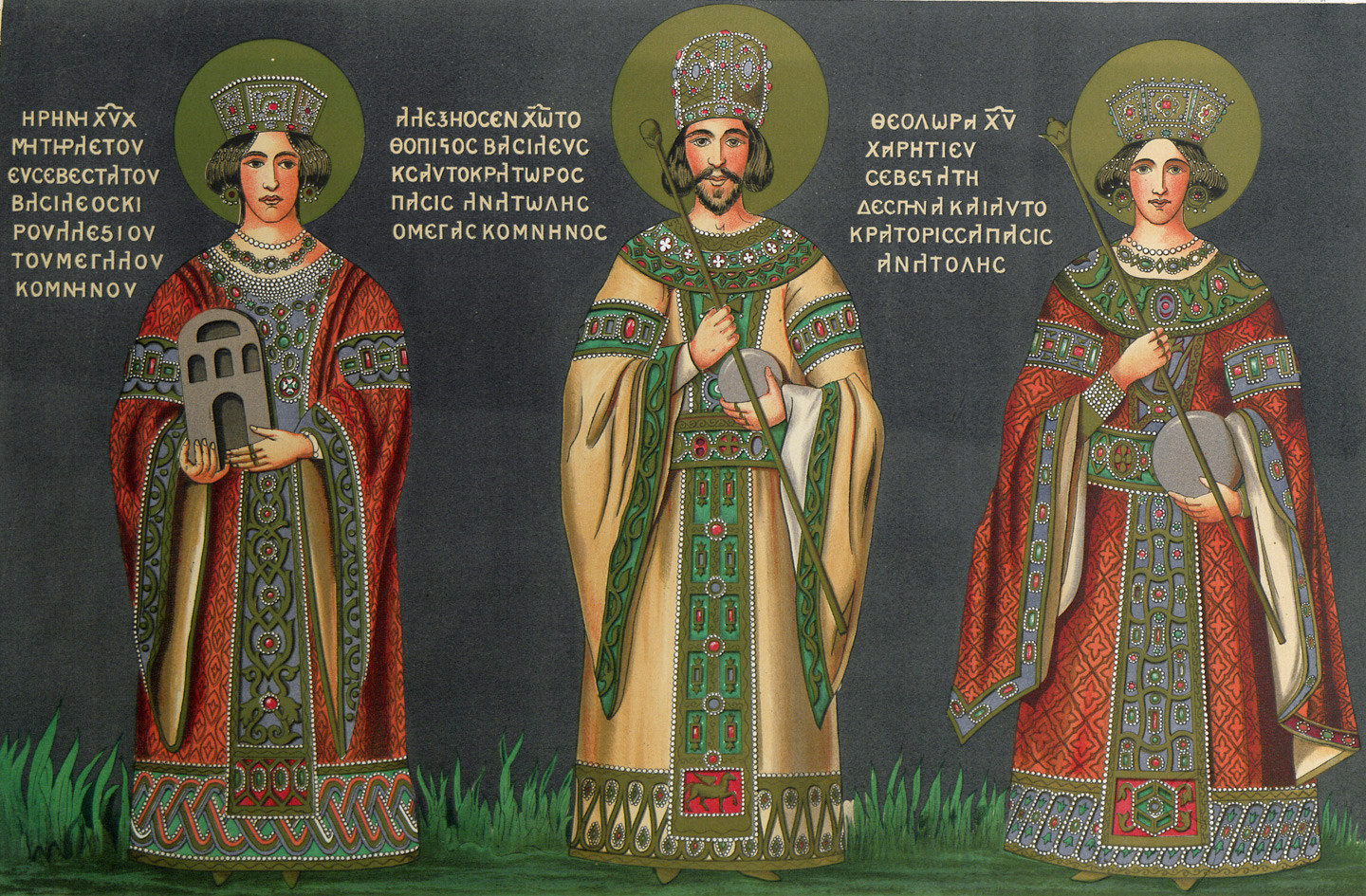
III. Alexiosz trapezunti császár az anyjával, Trapezunti Irén anyacsászárnéval (balra) és a feleségével, Kantakuzénosz Teodóra császárnéval (jobbra) egy trapezunti freskón, Kızlar Manastırı, Panagia Theoszkepasztosz kolostor

III. Alexiosz (1337/38–1390) trapezunti császár (ur.: 1349–1390) és V. (Nagy) Bagrat (?–1393/5) grúz király (ur.: 1360–1393/5) kettős házasságot hozott tető alá a két állam és a két dinasztia: a Komnénosz-ház és a Bagrationi-ház között. 
1367 júniusában az 1366-ban megözvegyült V. Bagrat feleségül vette III. Alexiosz legidősebb lányát, Anna (1357–1406 után) hercegnőt, majd pedig V. Bagrat húgát, Gulkan hercegnőt először eljegyezték Komnénosz Andronikosszal (1355–1376), III. Alexiosz trapezunti császár házasságon kívül született fiával, aki azonban 1377. március 14-én meghalt. Majd ezután Gulkant Andronikosz öccsével, a trapezunti trónörökössel, Komnénosz Manuél herceggel, III. Alexiosz és Kantakuzénosz Teodóra császárné másodszülött fiával jegyezték el, akivel 1377. szeptember 6-án vagy 1379. október 6-án házasodtak össze Trapezuntban. Ezzel a kettős házassági politika sikeresen megvalósult. Gulkan grúz királyi hercegnő pedig a házasságával felvette az Eudokia nevet. 
1390. március 20-án meghalt III. Alexiosz trapezunti császár, és fia trónra lépett III. Manuél néven. Ettől kezdve Eudokia automatikusan császárnéi címet viselt, és az anyósa, Kantakuzénosz Teodóra lett ekkor az anyacsászárné. Ekkortól a két szomszédos uralkodó, III. Manuél és V. Bagrat kölcsönösen sógori viszonyba került: III. Manuél felesége, Eudokia császárné V. Bagrat húga, míg V. Bagrat felesége, Anna királyné III. Manuél nővére volt. A kettős házasság az utódlásban is sikeres volt, hiszen mindkét frigy fiúutódok tekintetében szerencsés volt, bár V. Bagratnak már volt egy fia az előző házasságból, és Eudokia 1382. június 19-én világra hozta egyetlen gyermekét, a későbbi IV. Alexioszt. Eudokia császárné 1395. május 2-án vagy 5-én hunyt el, majd özvegye még ugyanebben az évben feleségül vette Philanthrópénosz Anna úrnőt, Manuél Philanthrópénosz kaisar (caesar) lányát, aki II. Manuél bizánci császár magyarországi követe volt 1395/6-ban és 1420-ban.

## Gyermeke
- 1. feleségétől, Bagrationi Eudokia/Gulkan(-Hatun(i)) (Gülhan) (1360 előtt–1395) grúz királyi hercegnőtől, IX. Dávid grúz király és Dzsakeli Szinduhtar szamchei (meszheti) hercegnő lányától, 1 fiú:
  - Alexiosz (1382–1429), IV. Alexiosz néven 1417-től trapezunti császár, felesége Kantakuzénosz Teodóra (1382 körül–1426), 6 gyermek, többek között:
    - Komnénosz Teodóra (Deszpina Hatun) (?–1435 után), férje Kara Jülük Oszmán (1350/56–1435), a Fehér Ürü kánja (emírje), (?) 1 leány
    - Komnénosz Eudokia (Valenza),[3] férje Nicolò/Niccolò Crispo (1392–1450), a Naxoszi Hercegség régense, 10 gyermek, többek között:
      - II. (Crispo) Ferenc (1417–1463), Naxosz uralkodó hercege, 1 felesége Guglielma Zeno, 3 gyermek, 2. felesége Petronilla Bembo, nem születtek újabb gyermekei, összesen 3 gyermek
      - Crispo Florencia (1422–1501), férje Marco Cornaro (1406–1479) velencei patrícius, Marco Cornaro velencei dózse dédunokája, 8 gyermek, többek között:
        - I. (Cornaro) Katalin (Caterina) (1454–1510) ciprusi királynő (ur.: 1474–1489), férje II. (Fattyú) Jakab (1438–1473) ciprusi király, 1 fiú:
          - III. (Lusignan) Jakab (Famagusta, 1473. augusztus 28. – Famagusta, 1474. augusztus 26.), apja halála után született, III. Jakab néven a születésétől a haláláig Ciprus királya

      - Crispo Jolán (Violante) (1427–?), férje Caterino Zeno (1421/35/43–1490 körül), velencei diplomata, követ, 2 fiú

    - Komnénosz János (1403 körül–1460), 1429-től IV. János néven trapezunti császár, 1. felesége Bagrationi N., I. Sándor grúz király lánya, gyermekei nem születtek, 2. felesége Sajbánida N., Devlet Berdi kánnak, az Arany Horda uralkodójának feltételezett lánya, 1 leány:
      - (második házasságából): Teodóra (Katalin, Deszpina Hatun) (1438/40–1507 előtt), férje Uzun Haszan (1423–1478), Akkojunlu emírje, Irán királya, 4 gyermek, többek között:
        - Márta (Alam Sah Begum/Halima Begi Aga) (1460 körül–1522/3), férje Hajdar Szultán (–1488), a Szafavi-rend nagymestere, 3 fiú, többek között:
          - I. Iszmáíl perzsa sah (1487–1524)

    - Komnénosz Mária (1404 körül–1439), férje VIII. János (1392–1448) bizánci császár, nem születtek gyermekei
    - Komnénosz Dávid (1408 körül–1463), 1460-tól II. Dávid néven trapezunti császár, 1. felesége Gabrasz Mária (–1447 előtt) gotthiai hercegnő, 2. felesége Kantakuzénosz Ilona (–1463), 10 gyermek
- 2. feleségétől,  Philanthrópénosz Anna úrnőtől, nem születtek gyermekei